# 爪哇栗额鵙鹛
爪哇栗额鵙鹛（学名：Pteruthius aenobarbus），是雀形目莺雀科的一种鸟类。

## 特征
爪哇栗额鵙鹛体重约11.8克，翼长约59毫米，嘴峰长约12.3毫米，喙宽度约4.4毫米，喙厚度约4毫米，跗蹠长约19.6毫米，尾长约40.3毫米。爪哇栗额鵙鹛在其分布区内为留鸟，其栖息在密集的高大树木组成的森林中，食性为肉食性，主要食物来源是陆生无脊椎动物。

## 分布
西爪哇的高地。